# 建部賢弘
建部 賢弘（たけべ かたひろ、寛文4年（1664年）6月 - 元文4年7月20日（1739年8月24日））は、江戸時代中期の数学者。父は旗本の建部直恒。号を不休。

## 人物略歴・学績
小さい頃から数学に興味を持ち1676年に関孝和の門人となり、1719年（享保4年）将軍徳川吉宗の信頼を得て『日本総図』を作る。関孝和の業績の解説書を複数著作した。関は沢口一之の『古今算法記』の遺題（未解決問題）を自らの創始した点竄術を駆使して解決し、その結果を『発微算法』にまとめた。しかしこの本は省略が著しく多く理解が困難で、特に関西の数学者から正当性に疑いの声が上がっていた。建部は『発微算法演段諺解』で変数消去の過程を丁寧に解説し、その不備を補った。また関孝和と兄の建部賢明ら3人で著した『大成算経』全20巻は、当時の和算の集大成となる労作である。
独自の業績としては円周率に関連した一連の研究が最も重要で、後に円理の発展の基礎になった。まず古来からある正多角形で円を近似する方法に累遍増約術を適用し、円周率を41桁まで正しく求めた。ここでは関孝和の手法に比べてはるかに少ない計算で、精度を大いに改善している。これは世界的に見ても数値的加速法の最初期の例だった。なおルイス・フライ・リチャードソンが同じ方法をリチャードソンの補外として提案するのは1910年ごろである。また、円周率の二乗を求める日本初の公式を考案した。
次に賢明の発見した零約術（連分数展開）を用い、極めて精度がよい円周率の近似分数を見出した。また微小な円弧の長さをその矢の長さで数値的に冪級数展開した。この際、数値計算で得た係数を零約術で処理して、正しい係数にたどり着いている（『綴術算経』（1722年（享保7年））。これは逆三角関数 arcsin2 のテイラー展開に相当するが、円弧の長さを計算するアルゴリズムという方が実態に近い。後に不完全な論法ながら、この数値的結果を正当化した。これは和算初の冪級数展開で、後の関流での円理の発展の基礎となった。ちなみに同じ結果をレオンハルト・オイラーが得たのはその15年後である。また同じ1722年に京阪の和算家鎌田俊清が『宅間流円理』で sin, arcsin の冪級数展開を発表しているが、両者の影響関係は不明である。
その他、指数1/2の二項級数やディオファントス方程式の近似解法を示すなど、優れた業績を残している。
彼はまた、和算家には珍しく数学の方法論についても多くを論じている。上述の『綴術算経』では数値計算と帰納に基づいた数学の方法論を示し、また無限の概念を「不尽」という言葉を用いて考察している。
1720年頃に、日本人として初だとされる三角関数表である『弧率』もしくは『算歴雑考』を著した。
現在日本数学会では、若手の数学者を対象とする建部賢弘特別賞・建部賢弘奨励賞（通称「建部賞」）を設けている。

## 略年譜
| 年号 (西暦) | 年齢 (歳) | 事柄                                                                    |
| ----------- | --------- | ----------------------------------------------------------------------- |
| 1664年      | 0         | 徳川家光右筆建部直恒の三男として誕生。                                  |
| 1676年      | 12        | 兄賢明とともに関孝和のもとに入門。                                      |
| 1683年      | 19        | 『研幾算法』執筆。                                                      |
| 1685年      | 21        | 『発微算法演段諺解』執筆。                                              |
| 1690年      | 26        | 『算学啓蒙諺解大成』執筆。 北条源五衛門（徳川綱豊の家臣）の養子となる。 |
| 1695年      | 31        | 『大成算経』第12巻、完成。                                              |
| 1701年      | 37        | 徳川綱豊に仕える。                                                      |
| 1703年      | 39        | 御小納戸番となる。                                                      |
| 1704年      | 40        | 西城御納戸組頭番となる。                                                |
| 1709年      | 45        | 西城御小納戸番となる。                                                  |
| 1714年      | 50        | 一番町に引っ越す。                                                      |
| 1719年      | 55        | 日本総図（『享保日本図』）を、吉宗の命で作成。                          |
| 1721年      | 57        | 二丸御留守居となる。                                                    |
| 1722年      | 58        | 『綴術算経』『不休綴術』『辰刻愚考』執筆。                              |
| 1725年      | 61        | 『国絵図』『歳周考』執筆。                                              |
| 1726年      | 62        | 『歴算全書』(梅文鼎著)翻訳。                                            |
| 1728年      | 64        | 『累約術』執筆。                                                        |
| 1730年      | 66        | 御留守居番となる。                                                      |
| 1732年      | 68        | 御広敷用人となる。                                                      |
| 1739年      | 75        | 没                                                                      |

## 著書
- 『日本総図』
- 『発微算法演段諺解』
- 『大成算経』
- 『研幾算法』
- 『綴術算経』（1722年）